# I kallade själar! ack, sofwen ej mer
I kallade Själar! ack, sofwen ej mer är en psalmtext med sex 5-radiga verser av Gerhard Tersteegen. Översättaren är okänd.
Melodin är densamma som till psalm nr 170 Vart flyr jag för Gud och hans eviga lag i 1819 års psalmbok.

## Publicera i
- Syréens Sånger 1843 som nr 230
- Lilla Kempis 15:de psalmen med titeln "Waker och beder" i avdelningen "Andeliga Sånger" 4:e upplagan 1876.
- 1937 års psalmbok under titeln "Vaken och bedjen" med inledningen "I själar, soven icke mer". Fem verser i Maria Arosenius översättning.